# Minnesota Timberwolves
Minnesota Timberwolves är en amerikansk basketorganisation, bildad 1989, vars lag är baserat i Minneapolis i Minnesota och spelar i NBA.
Lagets första match spelades den 3 november 1989 då det blev förlust på bortaplan mot Seattle SuperSonics med 94–106. I hemmadebuten den 8 november 1989 förlorade laget mot Chicago Bulls med 84–96. Första segern kom den 10 november 1989, 125–118 mot Philadelphia 76ers. Den 17 april 1990 förlorade Minnesota Timberwolves hemmamatchen mot Denver Nuggets med 88–99 inför 49 551 åskådare i Hubert H. Humphrey Metrodome, den tredje största publiksiffran i NBA genom tiderna.

## Spelartruppen 2025/2026
Senast uppdaterad: 18 augusti 2025.

Alla spelare som har kontrakt med Minnesota Timberwolves. Spelarnas löner är i amerikanska dollar och är vad de skulle få ut om spelarna vore i NBA-truppen under hela säsongen.
| Nr                                |            | Namn                    | Pos   | Lön 25/26   |        | Kontrakt | Kom till laget | Kom ifrån                |
| --------------------------------- | ---------- | ----------------------- | ----- | ----------- | ------ | -------- | -------------- | ------------------------ |
| 0                                 | USA        | Donte DiVincenzo        | SG    | $11 990 000 | [ 3 ]  | 2027     | 2024           | New York Knicks          |
| 1                                 | USA        | Terrence Shannon Jr.    | SG    | $2 674 080  | [ 4 ]  | 2028     | 2024           | Illinois Fighting Illini |
| 3                                 | USA        | Jaden McDaniels         | SF/PF | $24 393 104 | [ 5 ]  | 2029     | 2020           | Washington Huskies       |
| 4                                 | USA        | Rob Dillingham          | PG    | $6 576 120  | [ 6 ]  | 2028     | 2024           | Kentucky Wildcats        |
| 5                                 | USA        | Anthony Edwards1 − 2020 | SF/SG | $45 550 512 | [ 7 ]  | 2029     | 2020           | Georgia Bulldogs         |
| 7                                 | Australien | Joe Ingles              | PF/SF | $3 634 148  | [ 8 ]  | 2026     | 2024           | Orlando Magic            |
| 10                                | USA        | Mike Conley Jr.         | PG    | $10 774 038 | [ 9 ]  | 2026     | 2023           | Utah Jazz                |
| 11                                | USA        | Naz Reid                | C     | $21 551 724 | [ 10 ] | 2030     | 2019           | LSU Tigers               |
| 19                                | Frankrike  | Joan Beringer           | C     | $4 201 080  | [ 11 ] | 2029     | 2025           | KK Cedevita Olimpija     |
| 22                                | USA        | Jaylen Clark            | SG    | $2 191 897  | [ 12 ] | 2026     | 2023           | UCLA Bruins              |
| 27                                | Frankrike  | Rudy Gobert             | C     | $35 000 000 | [ 13 ] | 2028     | 2022           | Utah Jazz                |
| 30                                | USA        | Julius Randle           | C/PF  | $30 864 198 | [ 14 ] | 2028     | 2024           | New York Knicks          |
| 33                                | USA        | Johnny Juzang           | SG    | $2 378 870  | [ 15 ] | 2026     | 2025           | Utah Jazz                |
| 33                                | Kanada     | Leonard Miller          | SF    | $2 221 677  | [ 16 ] | 2027     | 2023           | NBA G League Ignite      |
| Tvåvägskontrakt                   |            |                         |       |             |        |          |                |                          |
| Nr                                |            | Namn                    | Pos   | Lön 25/26   |        | Kontrakt | Kom till laget | Kom ifrån                |
| 8                                 | USA        | Enrique Freeman         | PF    | $636 434    | [ 17 ] | 2026     | 2025           | Indiana Pacers           |
| 44                                | Australien | Rocco Zikarsky          | C     | $636 434    | [ 18 ] | 2027     | 2025           | Brisbane Bullets         |
| Positioner: PG – SG – SF – PF – C |            |                         |       |             |        |          |                |                          |

## Profiler
- Kevin Garnett (1995–2007, 2015–2016)
- Kevin Love (2008–2014)
- Sam Mitchell (1989–1992, 1995–2002)